# Gauliga Nordmark
La Gauliga Nordmark fue la liga de fútbol más importante de la provincia de Schleswig-Holstein de Prusia y los estados de Hamburgo, Lübeck, Mecklenburg-Schwerin, Mecklenburg-Strelitz y algunas ciudades de Oldenburg en Alemania Nazi entre 1933 y 1942.

## Historia
La liga fue creada en 1933 por orden de la Oficina Nazi de Deportes luego de que el régimen nazi tomara el poder en Alemania a causa del Tercer Reich tomando el lugar de las Oberliga Lübeck/Mecklenburg, Oberliga Schleswig-Holstein, Oberliga Nordhannover y Oberliga Hamburg como las ligas de fútbol más importantes de la zona.
La primera temporada de la liga contó con la participación de 10 equipos, los cuales se enfrentaron todos contra todos a visita recíproca en la que el campeón clasificaba a la fase nacional de la Gauliga, mientras que los dos últimos lugares de la liga descendían de categoría. Debido a que el Viktoria Wilhelmsburg se pasara a la Gauliga Niedersachsen terminó siendo un solo equipo quien descendió de categoría en la temporada 1933/34.
La liga mantuvo el formato hasta la temporada 1937/38 cuando el Borussia Hamburg y el FV Wilhelmsburg 09 se mudaron de la Gauliga Niedersachsen y la liga pasó a ser de 12 equipos pero con tres descensos de categoría. En la temporada siguiente la cantidad de participantes bajó a 11.
Debido a la Segunda Guerra Mundial en 1939 la liga se dividió en dos grupos regionales, uno era de seis equipos y el otro era de siete, en donde los ganadores de cada grupo jugaban una serie de ida y vuelta para definir al campeón de liga, pero en la temporada 1940/41 la liga regresa a su formato de 12 equipos y para la de 1941/42 baja la cantidad a 10.
Como a muchos territorios de Alemania que resintieron perder la Primera Guerra Mundial, los habitantes del norte de Schleswig, que en su mayoría eran de idioma danés debido a que pertenecían a Dinamarca hasta 1920, fue liberada por Alemania Nazi en 1940, por lo que los equipos de origen danés ya no formarían parte de la liga, y la liga se dividió en tres Gauligas: Gauligas Hamburg,
Gauliga Mecklenburg y Gauliga Schleswig-Holstein.

## Equipos fundadores
Estos fueron los diez equipos que disputaron la primera temporada de la liga en 1933/34:
| - Eimsbütteler TV - Hamburger SV - Holstein Kiel - Viktoria Wilhelmsburg - FC Altona 93 | - Union 03 Altona - Polizei Hamburg - Borussia Kiel - Polizei SV Lübeck - SV Schwerin 03 |

## Lista de campeones
| Temporada | Campeón         | Finalista           |
| --------- | --------------- | ------------------- |
| 1933-34   | Eimsbütteler TV | Hamburger SV        |
| 1934-35   | Eimsbütteler TV | Hamburger SV        |
| 1935-36   | Eimsbütteler TV | SC Victoria Hamburg |
| 1936-37   | Hamburger SV    | Holstein Kiel       |
| 1937-38   | Hamburger SV    | Eimsbütteler TV     |
| 1938-39   | Hamburger SV    | Eimsbütteler TV     |
| 1939-40   | Eimsbütteler TV | Hamburger SV        |
| 1940-41   | Hamburger SV    | Eimsbütteler TV     |
| 1941-42   | Eimsbütteler TV | Hamburger SV        |

## Posiciones finales 1933-42
| Club                    | 1934 | 1935 | 1936 | 1937 | 1938 | 1939 | 1940 | 1941 | 1942 |
| ----------------------- | ---- | ---- | ---- | ---- | ---- | ---- | ---- | ---- | ---- |
| Eimsbütteler TV         | 1    | 1    | 1    | 5    | 2    | 2    | 1    | 2    | 1    |
| Hamburger SV            | 2    | 2    | 3    | 1    | 1    | 1    | 1    | 1    | 2    |
| Holstein Kiel           | 3    | 3    | 4    | 2    | 4    | 3    | 3    | 5    | 3    |
| Viktoria Wilhelmsburg 1 | 4    |      |      |      |      |      |      |      |      |
| FC Altona 93            | 5    | 7    | 6    | 8    | 9    | 8    | 2    | 6    | 7    |
| Union Altona            | 6    | 5    | 9    |      |      |      |      |      |      |
| Borussia Kiel           | 7    | 9    |      |      |      |      |      |      |      |
| MSV Hansa Hamburg 3     | 8    | 8    | 10   |      |      |      |      |      |      |
| Polizei SV Lübeck       | 9    | 6    | 5    | 6    | 3    | 7    | 3    | 3    | 4    |
| SV Schwerin 03          | 10   |      |      |      |      | 11   |      |      |      |
| SC Victoria Hamburg     |      | 4    | 2    | 3    | 5    | 4    | 2    | 4    | 6    |
| FC St. Pauli            |      | 10   |      | 4    | 6    | 5    | 6    |      |      |
| Phönix Lübeck           |      |      | 7    | 6    | 10   |      |      |      |      |
| SC Sperber Hamburg      |      |      | 8    | 10   |      |      | 5    | 10   |      |
| FK Rothenburgsort       |      |      |      | 9    |      |      |      |      |      |
| Komet Hamburg           |      |      |      |      | 7    | 6    | 6    |      |      |
| Borussia Harburg 2      |      |      |      |      | 8    | 10   | 4    | 11   |      |
| Polizei SV Hamburg      |      |      |      |      | 11   |      |      |      |      |
| FV Wilhelmsburg 09 2    |      |      |      |      | 12   |      |      | 8    | 9    |
| Rasensport Harburg      |      |      |      |      |      | 9    |      |      |      |
| Concordia Hamburg       |      |      |      |      |      |      | 5    | 12   |      |
| SG Barmek               |      |      |      |      |      |      | 4    | 7    | 10   |
| Fortuna Glückstadt      |      |      |      |      |      |      |      | 9    |      |
| WSV Schwerin            |      |      |      |      |      |      |      |      | 5    |
| FC Kilia Kiel           |      |      |      |      |      |      |      |      | 8    |

- 1 Se mudó de la Gauliga Nordmark a la Gauliga Niedersachsen en 1934.
- 2 Se mudó de la Gauliga Niedersachsen a la Gauliga Nordmark en 1937.
- 3 Polizei Hamburg cambió su nombre por el de MSV Hansa Hamburg en 1935.